# Gausson
Gausson (bretonisch: Gwalc’hion) ist eine französische Gemeinde mit 648 Einwohnern (Stand 1. Januar 2022) im Département Côtes-d’Armor in der Region Bretagne.

## Geographie
Gausson ist landwirtschaftlich geprägt. Die nächsten größeren Städte sind Pontivy und Saint-Brieuc. Umgeben wird Gausson von der Gemeinde Plœuc-L’Hermitage mit Plœuc-sur-Lié im Norden, von Plouguenast im Osten, von La Motte im Süden und von Grâce-Uzel und Saint-Hervé im Südwesten.

## Bevölkerung
Einwohner der Gemeinde Gausson werden im französischen als Gaussonnais bezeichnet.

### Bevölkerungsentwicklung
| 1962 | 1968 | 1975 | 1982 | 1990 | 1999 | 2006 | 2011 | 2012 |
| ---- | ---- | ---- | ---- | ---- | ---- | ---- | ---- | ---- |
| 907  | 806  | 691  | 662  | 603  | 580  | 585  | 633  | 652  |

## Städtepartnerschaften
Gausson unterhält mit der tunesischen Stadt Métouia eine Partnerschaft.

## Sehenswürdigkeiten
Siehe auch: Liste der Monuments historiques in Gausson
- Kapelle Saint-Nicolas
- Kirche Saint-Étienne